# Oxya luteola
Oxya luteola är en insektsart som först beskrevs av Wilhem de Haan 1842.  Oxya luteola ingår i släktet Oxya och familjen gräshoppor. Inga underarter finns listade i Catalogue of Life.